# Угандская мышевидная белозубка
Угандская мышевидная белозубка (лат. Myosorex blarina) — вид насекомоядных млекопитающих из рода мышевидных белозубок. Эндемик Уганды и Демократической Республики Конго, встречающийся только в горах Рувензори, рассматривается Международным союзом охраны природы как вымирающий вид.

## Систематика
Вид описан в 1906 году зоологом Олдфилдом Томасом как относящийся к роду Myosorex по экземпляру, пойманному Дугласом Каррутерсом в горах Рувензори. Первый описанный вид мышевидных белозубок за пределами Южной Африки (до этого представителей рода находили не севернее региона Заутпансберг Республики Трансвааль). Видовое название blarina соответствует данному ранее названию отдельного рода землеройковых — американских короткохвостых бурозубок.
Ранее счталось, что у данного вида имеются подвиды M. b. babaulti и M. b. zinki, однако современные справочные издания рассматривают их как отдельные виды (первый с 1979, второй с 2005 года).

## Внешний вид и образ жизни
Землеройка среднего размера с хвостом средней длины (около 42 % длины остального тела). Длина тела с головой — от 81 до 93 мм, хвоста — от 31 до 40 мм (средние значения 86 и 34 соответственно). Череп массивный, с ярко выраженным углом в районе чешуйчатой кости. Уши короткие, прячущиеся в шерсти. Зубы мелкие, передние резцы тонкие. На передних лапах длинные когти. Шерсть густая, бархатистая, на спине длиной до 8 мм, удлиняясь до 12—13 ближе к хвосту; хвост голый.
Окраска преимущественно тёмная. Шерсть на спине черновато-бурая, со слабым радужным отливом, на животе цвет ближе к серому. Хвост, передние и задние ступни чёрные.
Преимущественно ночное животное. Ведёт наземный образ жизни, используя длинные передние когти, чтобы разрывать листву, мусор и гумус. О брачном периоде сведений нет, но самки, пойманные в ноябре и мае, беременными не были.
Среда обитания меняется в зависимости от высоты над уровнем моря. Нижняя граница ареала — на высотах около 1900 м в лесах у реки Мубуку, где представителей вида наблюдали в зарослях орляка и на берегах ручьёв. На высотах около 3400 м встречается в зоне, где господствующая растительность — вереск, сфагнум и лобелии. Типовой экземпляр был пойман в сильно заболоченной местности на берегу ручья. Также встречается в бамбуковых рощах.

## Распространение и охранный статус
Угандская мышевидная белозубка — эндемик Уганды и Демократической Республики Конго, известный только по горной системе Рувензори, где встречается на высотах от 1920 до 4000 м. Сообщения о встречах с представителями вида в национальном парке Непроходимый лес Бвинди оцениваются как неверные, сообщения о популяции в национальном парке Кибале, менее чем в 100 км от основной локации, не подтверждены.
Встречается достаточно редко, в шести известных локациях представители этого вида составляли чуть более 10 % от общего количества землеройковых. Вид оценивается Международным союзом охраны природы как вымирающий. Предполагается, что его численность снижается, в том числе из-за сведения девственных лесов вблизи от нижней границы ареала. На территории Уганды места обитания располагаются в национальном парке Горы Рувензори, по другую сторону границы, в Демократической Республике Конго, угандской мышевидной белозубке угрожает бо́льшая опасность исчезновения.